# محمود بنحليب
محمود بنحليب هو لاعب كرة قدم مغربي من مواليد 23 مارس 1996 بمدينة الدار البيضاء، يشغل مركز مهاجم بنادي النادي الأهلي (بنغازي).

## البدايات
ولد محمود في الدار البيضاء، وسرعان ما التحق بالمدرسة التابعة لفريقه المفضل الرجاء الرياضي، حيث أبان على علو كعبه مع مختلف الفئات السنية مما جعل مدرب فريق الأول يجنده في صفوفه سرعان ما أتبت حسه الهجومي، وكان أول أهذافه في مرمى نادي المغرب الفاسي.

## الألقاب
الرجاء الرياضي
- البطولة الوطنية المغربية : 2020
- كأس العرش : 2017
- كأس العرب للأندية الأبطال: 2020[4]
- كأس الكونفيدرالية الأفريقية : 2018، 2021
- كأس السوبر الأفريقي : 2019

### فردية
- هداف كأس الكونفيدرالية الأفريقية 2018 : (12 هدف)

## روابط خارجية
- معلومات محمود بنحليب على موقع كووورة